# Alfredo Elli
Alfredo Elli (... – 30 settembre 1975) è stato un calciatore argentino, di ruolo centrocampista.

## Caratteristiche tecniche
Giocava come mediano sinistro.

## Palmarès

### Club

#### Competizioni nazionali
- Copa Campeonato: 5

Boca Juniors: 1919, 1920, 1923, 1924, 1926
- Copa de Competencia Jockey Club: 2

Boca Juniors: 1919, 1925
- Copa de Honor Cousenier: 1

Boca Juniors: 1920
- Copa Ibarguren: 2

Boca Juniors: 1923, 1924
- Copa Estímulo: 1

Boca Juniors: 1926

#### Competizioni internazionali
- Tie Cup: 1

Boca Juniors: 1919

### Nazionale
- Campeonato Sudamericano de Football: 1

Argentina 1921